# 中島公司
中島 公司（なかじま こうじ　1945年〈昭和20年〉8月17日 - ）は、中部日本放送の元アナウンサーで元役員。

## 来歴
群馬県出身。群馬県立高崎高等学校、早稲田大学卒業。学生時代に尊敬していた先輩たちが新聞社、放送局に次々と就職したのを追うようにアナウンサーになったという。
かつてペプシコーラをコカコーラと言い間違えたことがあり、その時に本人曰く「アナウンサー生命を問われた」とのことである。
アナウンス部長などを経て、2003年6月27日から常務取締役、2005年6月29日から2007年6月28日から専務取締役、その後は関連会社の社長を務めた。

## 出演番組

### テレビ
- おはよう720（TBS制作の全国ネット番組）[1]
  - CBCからの出向扱いで、「キャラバン」（海外長期取材企画）のリポーターを担当。1976年3月で出向期間が終了したことを機に、『おはようCBC』のパーソナリティへ抜擢された。

### ラジオ
- CBCビップ・ヤング 金曜日（パーソナリティ）
- 土曜天国[1]
- おはようCBC（パーソナリティ、1976年 - 1990年）[1]
- 中日新聞ニュース

## 著書
- 『名古屋味どころ』保育社、1984年1月。ISBN 978-4586506439。
- 『まぶしいな白いソックス』海越出版社、1985年11月30日。
- 『頭に一撃!辛口トーク : 中島公司対話集』海越出版社、1987年1月5日。
- 『続名古屋味どころ』保育社、1987年2月。ISBN 978-4586507245。
- 今週の人（海越出版）